# Zbigniew Fedorowicz
Zbigniew Fedorowicz (ur. 1938) – polski działacz partyjny i państwowy, leśnik, w latach 1973–1975 naczelnik miasta i powiatu w Świdnicy, w latach 1975–1979 wicewojewoda wałbrzyski, w latach 1979–1981 prezydent Wałbrzycha.

## Życiorys
Od 1946 mieszkał w Świdnicy. Z zawodu leśnik, absolwent Akademii Rolniczej w Poznaniu. Wstąpił do Polskiej Zjednoczonej Partii Robotniczej. Od grudnia 1973 do maja 1975 pełnił funkcję naczelnika miasta Świdnica i powiatu świdnickiego (do momentu jego likwidacji z końcem maja 1975; zastąpił go Franciszek Łukasiewicz). 1 czerwca 1975 powołany na nowo utworzone stanowisko wicewojewody wałbrzyskiego. W latach 1979–1981 pozostawał natomiast prezydentem Wałbrzycha (zastąpił go Jerzy Listwan).